# Cucina singaporiana

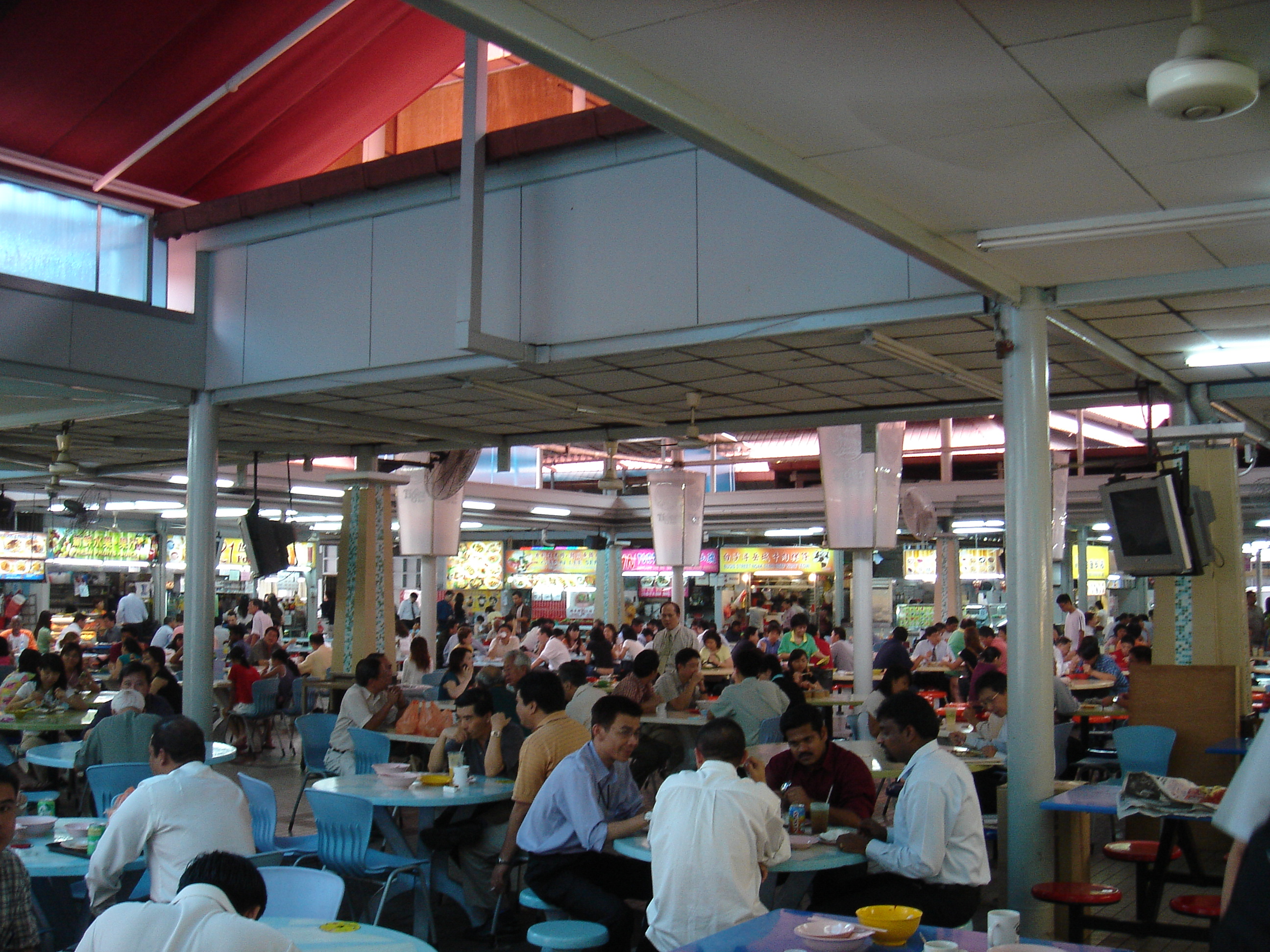
Un hawker center a Levander

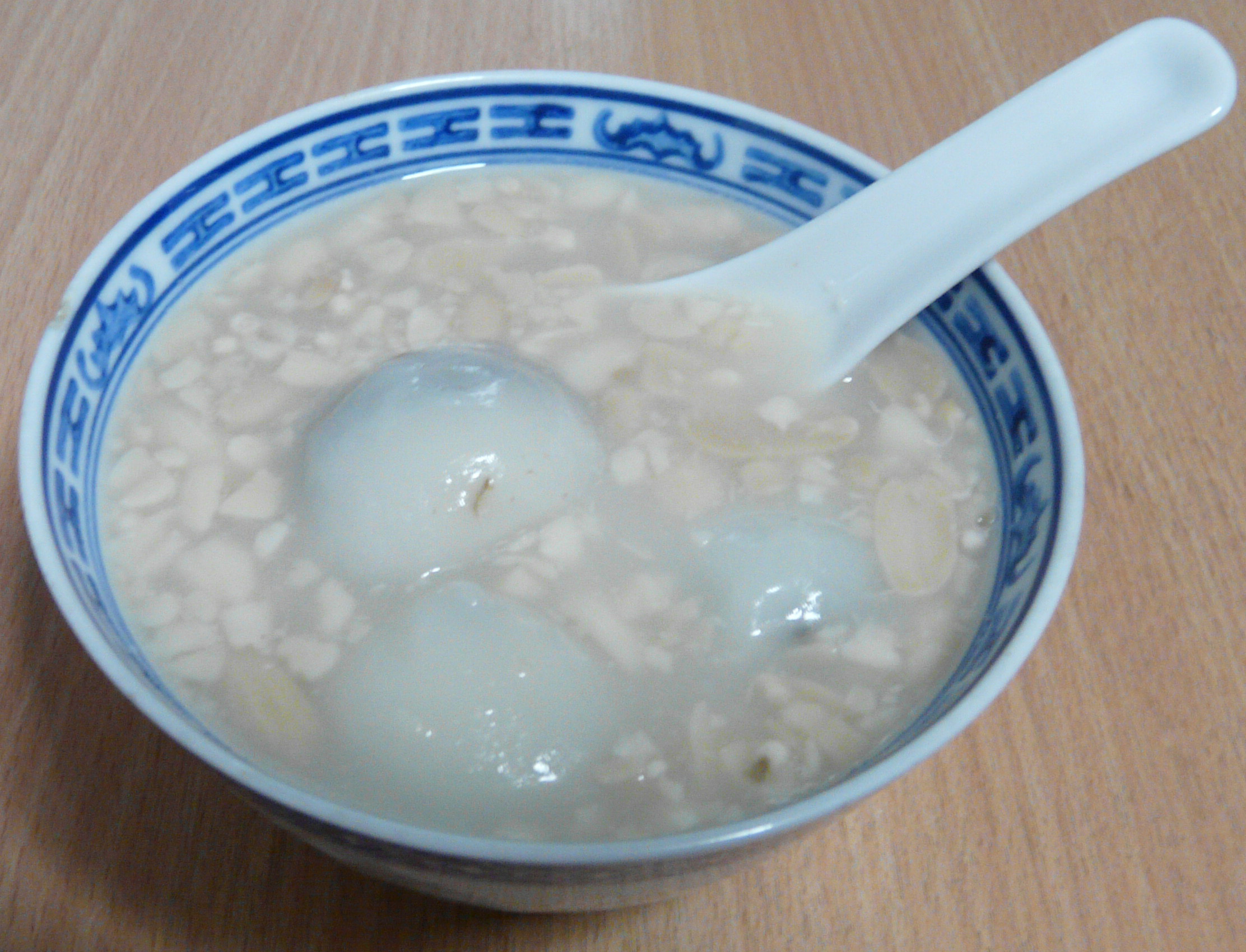
Tangyuan

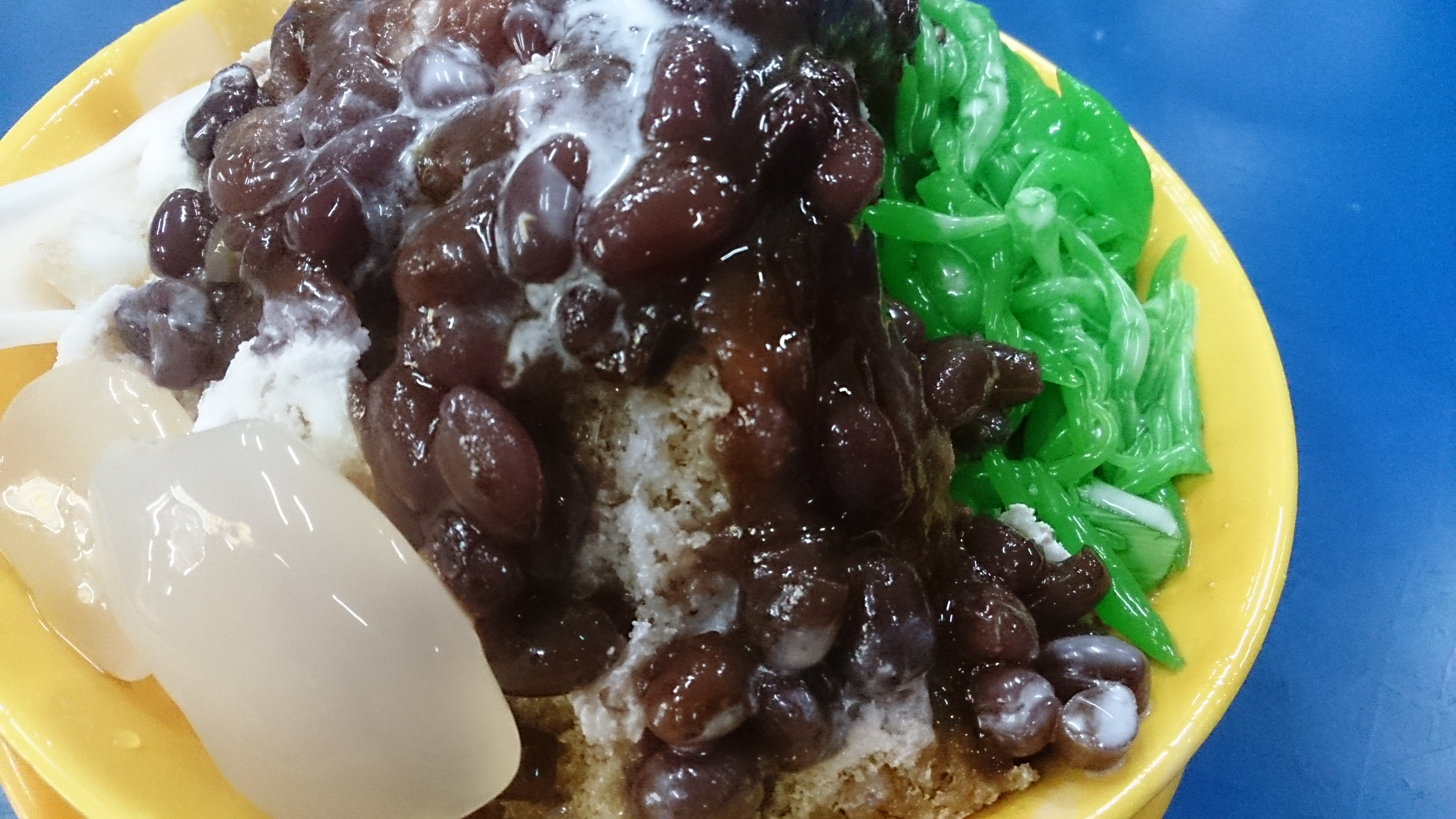
Chendol

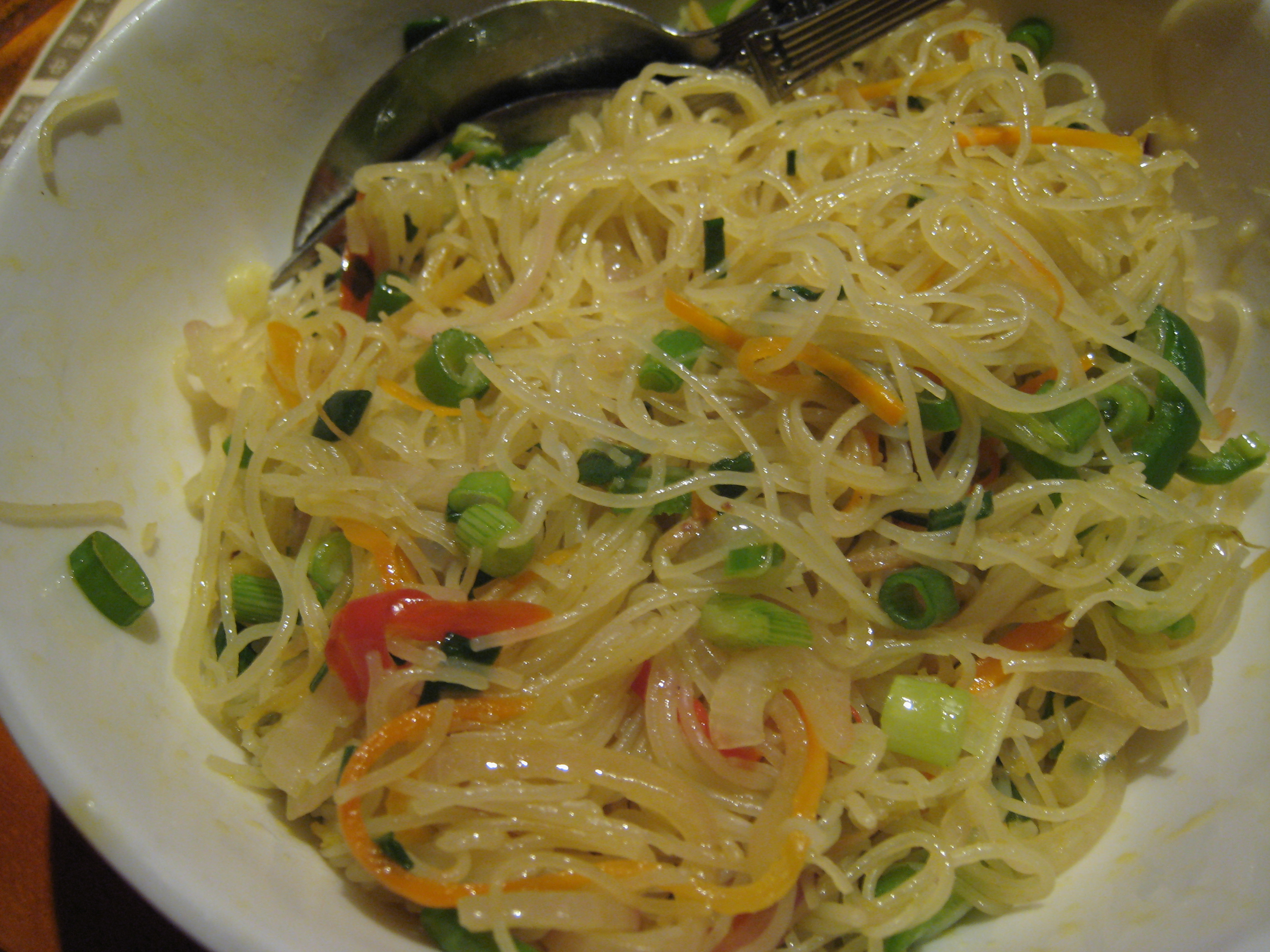
Noodle nello stile di Singapore

La cucina singaporiana si basa sulle tradizioni gastronomiche delle varie etnie presenti a Singapore, i in particolare di tutte le cucine regionali cinesi, della cucina malese, indonesiana, della cucina nonya dei peranakan e della cucina indiana, nonché dell'influenza delle cucine britannica e portoghese (Kristang) del periodo coloniale. In misura minore anche la cucina cingalese e thailandese hanno contribuito alla definizione del gusto e delle ricette della città-Stato..
A Singapore, il cibo fa parte dell'identità nazionale ed è un elemento culturale unificante per le diverse etnia che vi convivono.
Secondo la cultura di Singapore, mangiare è il passatempo nazionale e il cibo un'ossessione nonché uno degli argomenti preferiti nelle conversazioni dei suoi abitanti.
Esistono anche regimi di dieta religiosa, come la musulmana ḥalāl, che impone di non mangiare carne di maiale e e quella indù di non mangiare carne di manzo, vi è inoltre un gruppo significativo di vegetariani.
Sul territorio si possono anche trovare luoghi di ristorazione che propongono cucine di tutto il mondo.

## Hawker center
Quando si mangia fuori, i singaporesi mangiano spesso negli hawker center, nei kopi tiam (specie di bar-tavola calda) o in altre strutture coperte con diversi chioschi o locali che offrono pasti, piuttosto che nei ristoranti, per convenienza economica e per la possibilità di avere una gamma più ampia di tipo di cibo. Questi hawker center sono diffusi, economici e di solito dispongono di decine di bancarelle in un unico complesso, con ogni bancarella che offre le proprie specialità. Tra gli hawker center più noti ci sono Lau Pa Sat e Newton Food Center. Negli hawker center le persone possono sperimentare ogni tipo di cibo etnico in un unico luogo e con le food court all'aperto definiscono la cultura alimentare di Singapore. I mercati più popolari come l'Old Airport Road Food Centre a Geylang, il Golden Mile Food Centre di Beach Road e il Maxwell Road Food Centre a Chinatown offrono il meglio della cucina malese, cinese e indiana, "avvolti" in cibi che sono unicamente singaporesi.
Nel 2016, la Hong Kong Soya Sauce Chicken Rice and Noodle e la Hill Street Tai Hwa Pork Noodle sono diventate le prime due street food location al mondo ad essere premiate con una stella Michelin. La prima ha il titolo del "pasto più economico con stella Michelin".madonna

## Piatti tipici

### Cinesi
- Bak kut teh
- Beef noodle soup
- Bak Chang
- Bak chor mee
- Ban mian
- Chai tow kway
- Char kway teow
- Char siu
- Chwee kueh
- Drunken prawn
- Duck rice
- Har Cheong Gai
- Hum chim peng
- Panino Kaya
- Kuay chap / kway chap
- Mee pok,
- Min Chiang Kueh
- Pig's organ soup
- Popiah
- Soon kway
- Porridge Teochew
- Zuppa di tartarughe
- You Tsia Kway (油炸粿 yóu zhà guǒ)

### Malesi
- Acar
- Ayam penyet
- Bakso, o ba'so, noodle con polpette di carne
- Begedil or perkedel
- Belacan
- Curry puff
- Dendeng paru
- Goreng pisang
- Gudeg Putih,[1]
- Gulai daun ubi
- Kaya
- Keropok
- Ketupat
- Lemak siput
- Lontong
- Mee siam
- Mee soto
- Nasi goreng
- Otak-otak
- Pecel lele
- Rojak
- Roti john
- Sambal
- Satay
- Sayur lodeh
- Soto ayam
- Tumpeng,[2]

### Indiani
- Appam
- Murtabak
- Roti prata
- Zuppa kambing, Mamak locale(Tamil musulmano)
- Zuppa tulang, Mamak locale(Tamil musulmano)
- Tandoori
- Dosa
- Vada

### Inter-etnici
- Ayam buah keluak
- Kari debal
- Kueh pie tee
- Laksa Katong
- Mie goreng
- Prawns cereali
- Sambal kangkong
- Satay bee hoon
- Tauhu goreng
- Tutu kueh

## Dolci
- Kaya toast, tipico dolce singaporiano

## Bevande
- Bandung, sciroppo di rosa con latte
- Birra a Singapore
- Chin chow (仙草水 xiān cǎo shuǐ)
- Kopi, caffè locale
- Lemon barley (柠檬薏米水 níng méng yì mǐ shuǐ)
- Milo, bevanda al cioccolato
- Succo di frutta di zucchero di canna
- Teh halia tarik, tè allo zenzero con latte (tarik)